# Mateusz Molęda
Mateusz Molęda (vollständig Mateusz Krzysztof Maksymilian Molęda, * 4. Dezember 1986 in Dresden) ist ein deutsch-polnischer Dirigent.

## Leben
Mateusz Molęda wurde in Dresden in eine Musikerfamilie geboren. Seine Eltern Alicja Borkowska-Molęda (* 1952) und Krzysztof Molęda (* 1953) sind Opernsänger. Molęda ist sowohl deutscher als auch polnischer Staatsbürger.
Molęda begann im Alter von sechs Jahren mit dem Klavierspiel und besuchte die Sächsische Spezialschule für Musik, das heutige Sächsische Landesgymnasium für Musik Carl Maria von Weber. Von 2006 bis 2011 studierte er an der Hochschule für Musik, Theater und Medien Hannover in der Klasse von Arie Vardi. In Zusammenarbeit mit Zvi Meniker setzte Molęda seine Studien auch im Bereich der Alten Musik und Historischen Aufführungspraxis fort. 2021 promovierte er mit einer Dissertation zu polyphonen Kompositionstechniken in Sergei Rachmaninows 2. Sinfonie an der Krzysztof-Penderecki-Musikakademie Krakau.
Maßgeblich beeinflusst wurde Molęda von seinem Mentor Marek Janowski, für den er als Assistent bei den Berliner Philharmonikern, beim Rundfunk-Sinfonieorchester Berlin, beim hr-Sinfonieorchester und bei der Dresdner Philharmonie arbeitete. Weitere musikalische Anregungen erhielt er in Zusammenarbeit als Cover Conductor von Teodor Currentzis beim SWR Symphonieorchester.
2023 gewann Molęda den 1. Preis und Sonderpreis des Orchesters beim 3. Internationalen Sergei Kussewitzky Dirigentenwettbewerb.

## Konzerttätigkeit
Gastdirigate führten ihn in den vergangenen Jahren in viele Länder Europas, nach Kanada, Südkorea, Peru und Südafrika. Er arbeitete unter anderem mit der Sächsischen Staatskapelle Dresden, der Deutschen Radio Philharmonie Saarbrücken Kaiserslautern, den Dortmunder Philharmonikern, dem Orchester der Komischen Oper Berlin, den Nürnberger Symphonikern, dem Württembergischen Kammerorchester Heilbronn, den London Mozart Players, dem Aarhus Symfoniorkester, dem Odense Symfoniorkester, dem Hungarian National Symphony Orchestra, dem Warsaw Philharmonic Orchestra, dem NFM Wrocław Philharmonic, dem Belgrade Philharmonic Orchestra und dem Hamilton Philharmonic Orchestra.
Am 3. Oktober 2007 spielte Molęda im Rahmen des Festakts der Bundesregierung anlässlich der Feierlichkeiten zum Tag der Deutschen Einheit Ludwig van Beethovens Fantasie für Klavier, Chor und Orchester op. 80 mit der Mecklenburgischen Staatskapelle Schwerin unter der Leitung von Matthias Foremny.
Am 10. Juni 2016 dirigierte er das deutsch-polnische Freundschaftskonzert zum 800-jährigen Jubiläum der Stadt Koszalin, während dem Orchestermusiker der Nürnberger Symphoniker und der Filharmonia Koszalińska gemeinsam auf der Bühne standen. Im Rahmen dieses Konzerts wurden die Sinfonischen Bilder op. 19 von Karl Adolf Lorenz uraufgeführt. Das BR Fernsehen drehte über dieses Ereignis den Dokumentarfilm Die doppelte Heimat.
Am 8. November 2018 dirigierte er mit dem Aarhus Symfoniorkester die Uraufführung des Konzerts für Hammond-Orgel des dänischen Komponisten Anders Koppel.

## Lehrtätigkeit, Vorträge
Seit 2022 lehrt Molęda an der Staatlichen Hochschule für Musik und Darstellende Kunst Mannheim. Außerdem hielt er Vorträge mit dem Thema In Vielfalt geeint – Wie Musik zur Verbundenheit der Europäer beiträgt unter anderem beim Forum Heiligenberg der Stiftung Heiligenberg Seeheim-Jugenheim sowie für die Hessische Landeszentrale für politische Bildung Wiesbaden.

## Veröffentlichungen
Es liegen zahlreiche Rundfunk- und Fernsehmitschnitte vor, unter anderem für BR-Klassik, MDR Kultur, DR 2 und KBS sowie BR Fernsehen, MDR Fernsehen, H1, Sachsen Fernsehen, MBC und den Streamingdienst Vialma.
- 2010: Flügelschwingen (Klavierwerke von Scarlatti, Mozart, Schumann und Chopin). CD, Label Arrjayclassics